# Kanivehalli, Chikmagalur
Kanivehalli là một làng thuộc tehsil Chikmagalur, huyện Chikmagalur, bang Karnataka, Ấn Độ.